# 두메이르 공군기지
두메이르 공군기지(Al-Dumayr Military Airport)는 시리아 공군의 기지이다.

## 역사

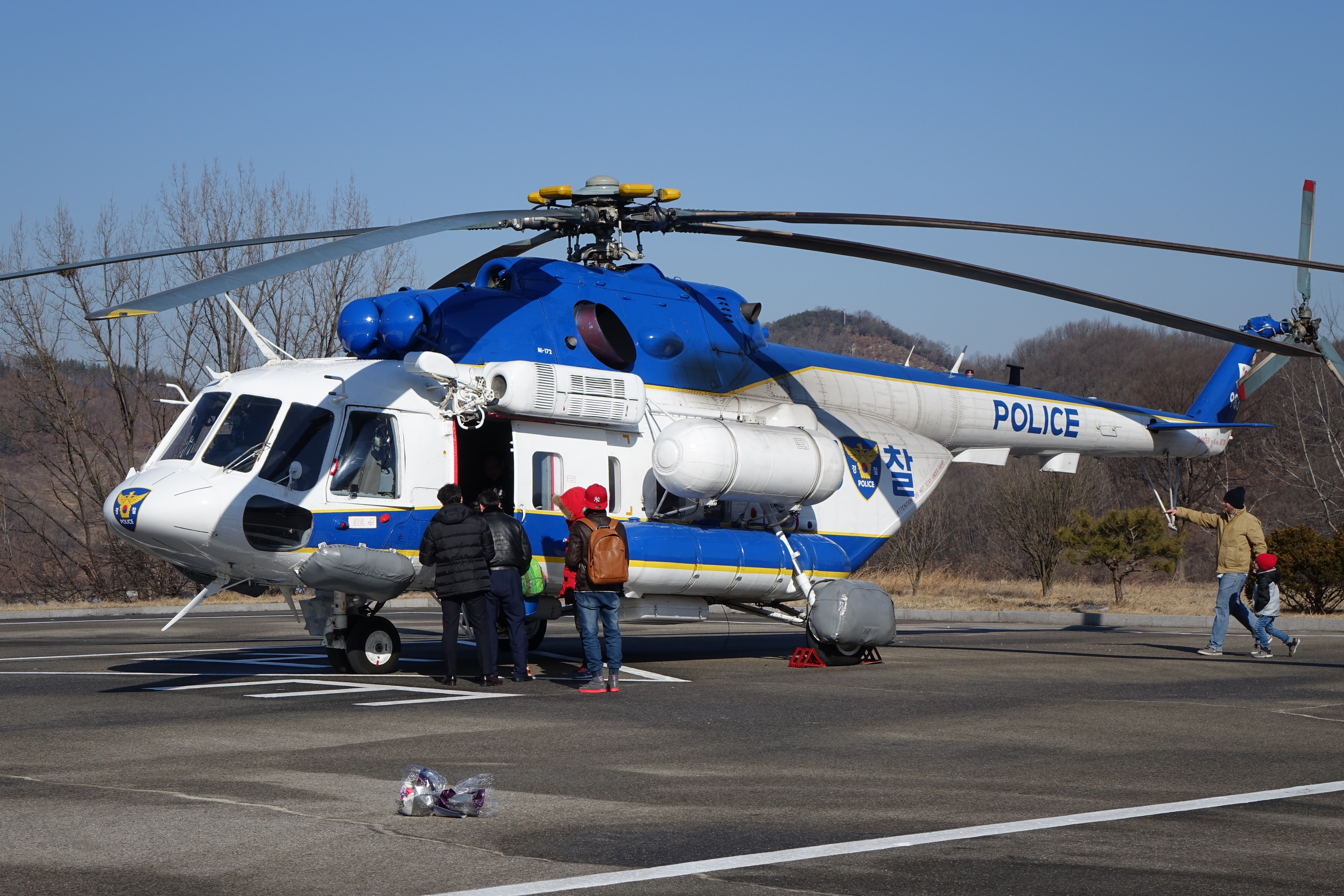
대한민국 경찰의 밀 Mi-8 헬기

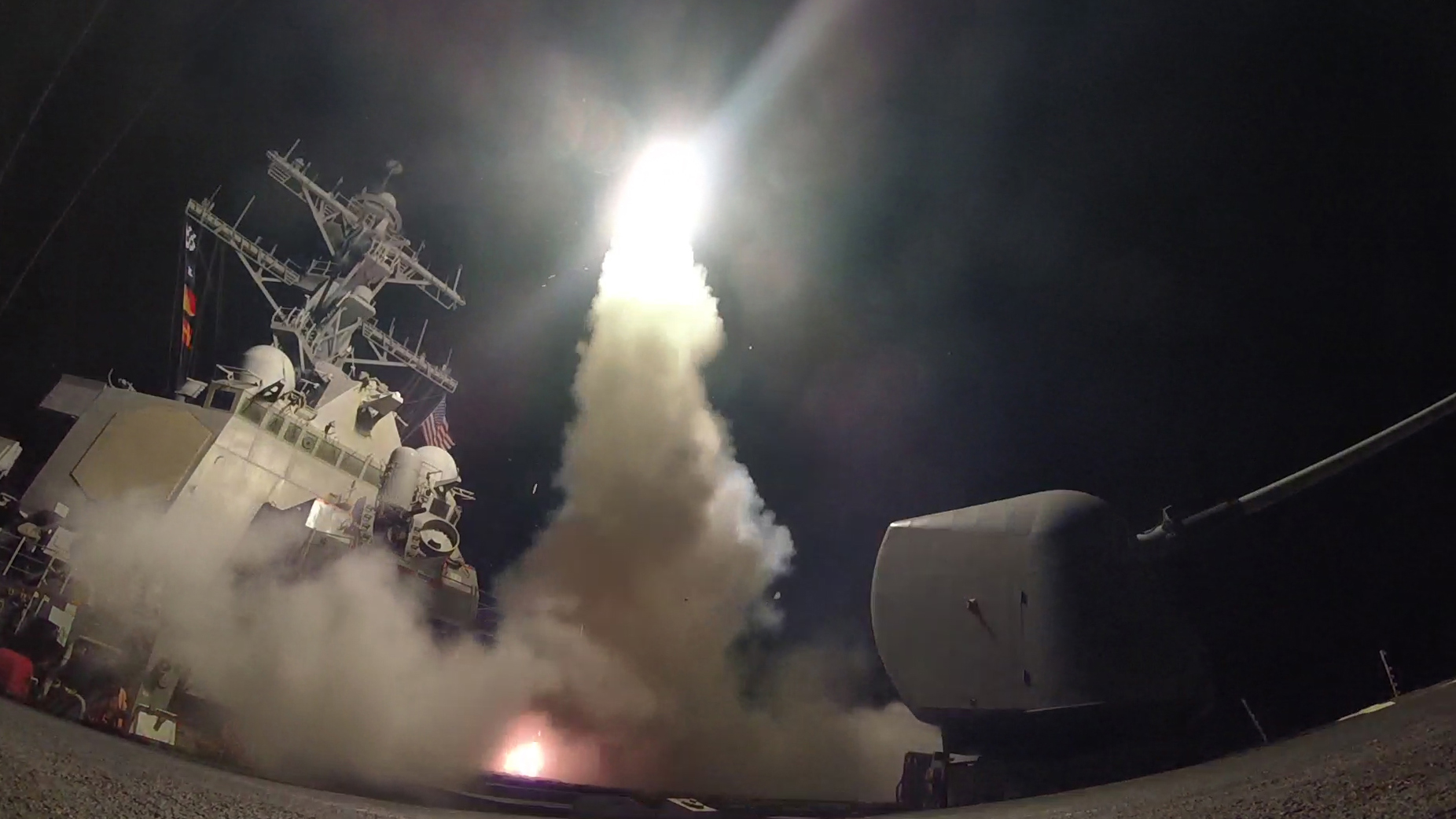
2017년 시리아 화학무기 사용에 대한 보복으로 이지스 구축함 USS 포터에서 발사중인 토마호크 미사일

2018년 시리아 내전에서, 수도 다마스쿠스에 야포 공격을 하는 동구타 지역의 친미 반군들을 소탕하는 작전에, 밀 Mi-8 헬기를 지원하는 공군기지이다. 다마스쿠스의 북동쪽 40 km에 위치해 있다. 3150 m 길이의 활주로 하나가 있다.
소련에서 생산된 밀 Mi-8 헬기는 세계적인 베스트셀러이며, 서방의 유사품은 프랑스의 퓨마 헬기이다. 2012년부터 대한민국은 퓨마 헬기를 개량한 KAI 수리온을 사용중이다. 밀 Mi-8 헬기가 5엽 로터에 13톤이지만, 퓨마나 수리온은 4엽 로터에 9톤 정도로 약간 작다. 그러나 일반인이 보기에는 생김새가 매우 비슷하다.
2018년 4월 시리아 동구타에 밀 Mi-8 헬기로 화학무기 공격을 하여, 최소 100명 이상이 사망했다. 이에, 미국은 제6함대 (미국) 소속으로 스페인이 모항인 이지스 구축함 4척 중에서 2척을 시리아로 급파했다. 두메이르 공군기지가 공습 목표물이 될 것이라고 보도되고 있다. 1년 전 시리아군의 화학무기 공격 때도, 스페인 제6함대 (미국) 소속 이지스 구축함 2척이 시리아 해안에 접근, 59발의 토마호크 미사일로 화학무기 공격을 감행한 시리아 공군기지를 공습했다.
4월 10일, 미국 국방부 관계자들은 이지스 구축함 USS 도널드 쿡이 시리아 공습을 실시할 수 있는 지중해 동부에 있으며, 이지스 구축함 USS 포터가 수일 내로 도착할 예정이라고 밝혔다. CNN은 USS 도널드 쿡함에 토마호크 미사일 60기가 실렸다고 보도했다.

## 같이 보기
- 2018년 시리아 공습